# Chiqui Aguayo
Daniela Aguayo Maturana (Santiago, 11 de junio de 1980), más conocida como Chiqui Aguayo, es una actriz, guionista, directora teatral y comediante chilena, que logró obtener la Gaviota de Plata y de Oro en el Festival de Viña del Mar 2017 y en el Festival de Viña del Mar 2025. Además durante su visita al Festival del Huaso de Olmué 2019 obtuvo el peak más alto de sintonía hasta ese momento.

## Biografía
Nació en Santiago de Chile el 11 de junio de 1980, se tituló de la carrera de Actuación en la Universidad ARCIS, tras esto ha participado en diversos proyectos en la televisión, cine y teatro, desempeñando papeles como actriz, panelista, directora, guionista y comediante.

## Vida personal
Durante su etapa escolar conoció a Karim Sufan Villavicencio, participante del reality show Amor ciego 2 de Canal 13, en ese entonces él tenía trece mientras que ella once años, ambos pertenecían al mismo curso. Fue ahí donde comenzaron su primera relación amorosa, pero tras seis meses terminaron producto de una infidelidad.
A pesar de esa separación en la infancia, se reencuentran veinte años después mientras ella trabajaba en El Club de la Comedia, luego de verla en el programa le escribió por Facebook y desde ese momento según aseguró la Chiqui en Muy Buenos Días “todo fue muy rápido”, tras un año y medio de relación Karim le pidió matrimonio con una argolla de llave. El 29 de noviembre del 2014, se casaron y se tatuaron en árabe la frase “siempre estuvo escrito” en referencia a su historia de amor.
Tras casi 4 años de matrimonio la comediante anunció que iba a ser madre por primera vez, pero a los pocos meses de embarazo perdió a su hijo. Ante esta situación la Chiqui declaró ante Radio Bio-Bio que “pasé por el momento más duro de mi vida, perdí a mi hijo, al cual amamos profundamente” está situación la llevó a alejarse de Muy Buenos Días mientras lograba reponerse. En marzo del 2021 confesaría que el motivo de la pérdida fue producto de una incompatibilidad de la vida en caso de tenerlo, producto de esto se acogió a las tres causales, un año más tarde lograron ella y su pareja, Karim Sufan, concebir a su hija, a quien llamaron Amal.

## Carrera profesional
Sus inicios en la comedia se remontan a una crisis vocacional que sufrió tras realizar la obra “Niña Araña”. Creyendo que no podría hacer algo mejor, decide en ese momento viajar hasta Estados Unidos para visitar a su familia, pero terminaría quedándose durante cerca de un año en Los Ángeles. Durante su estancia conoció el Stand Up Comedy, el cual replicaría al volver a Chile. Esta disciplina la llevaría a realizar su primer acercamiento a la televisión realizando monólogos y gags durante la décima temporada del programa de Chilevisión, El Club de la Comedia, el cual se estrenó el 8 de mayo del 2013. 
Tras participar dos temporadas, el Club llegaría a su fin, sin embargo la Chiqui seguiría trabajando en Chilevisión con un nuevo proyecto que tenía como finalidad mostrar un show humorístico con un elenco femenino. Este fue estrenado en octubre del 2016, sin embargo según Radio Bio-Bio Minas al Poder fue “sepultado por los televidentes” no logrando superar los siete puntos de rating generando que fuera en un primera instancia reemplazado por Maldita Moda y luego cancelado con tan solo cuatro meses al aire.
En febrero de 2017 fue invitada al LVIII Festival de Viña del Mar debutando en los grandes escenarios, obteniendo gaviota de oro y plata. Su rutina fue duramente criticada en redes sociales por ser “subida de tono”, pese a aquello logró conquistar al Monstruo de la Quinta Vergara.
En 2018 llegaría a Muy buenos días, el matinal de TVN, bajo el rol de panelista y para en una primera instancia comentar la gala del Festival de Viña 2018. Sin embargo, la Chiqui declaró que le encontró el gustito y es por esto que se quedó como parte del programa teniendo incluso su propia sección, “El matinal de Chiqui”. En abril de 2020 saldría del programa demandando al canal nacional por el no pago de cotizaciones y por no respetar el fuero maternal de su primera hija. El resultado de la investigación salió a la luz el 2021, donde se reveló que se le debió cancelar la suma de diez millones de pesos.
En enero de 2019 es invitada al Festival del Huaso de Olmué, alcanzando altas cifras de rating por parte de los televidentes y la ovación del público en El Patagual.
Su madre confesó en Muy buenos días qué decidió estudiar teatro durante su educación media, lo cual concretó y le permitió desarrollarse durante sus primeros años como directora de teatro. Durante su trabajo en el área participó como directora teatral en la realización de obras como “Niñas araña” “Tragedia pop” “El hombre del cartel” y “La mujer que estafó al viejito pascuero”. Las cuales fueron inspiradas en casos reales que se fueron desarrollando en la línea del teatro testimonial. Además participó como coguionista y coach de actores en la adaptación al cine de la película “Niñas Araña”.
Como directora teatral ha participado en la realización de obras como “Niñas araña”, “Tragedia pop”, “El hombre del cartel” y “La mujer que estafó al viejito pascuero”.
Fue coguionista y coach de los actores en la película de 2017, Niñas Araña.

## Festivales
Durante su paso por el LVIII Festival Internacional de la Canción de Viña del Mar fue la única humorista mujer, en una primera instancia ese año estaba negociando asistir al Patagual, sin embargo, Alex Hernández la convenció de subirse a la Quinta Vergara. Fue el martes 22 de febrero el día en donde la exmiembro del Club de la Comedia recibió críticas por la poca censura en su rutina y fue clasificada como "Ordinaria", "picante" y "básica" por los televidentes. A pesar del juicio recibido en redes sociales, fue galardonada con la Gaviota de Oro, Plata y los aplausos del monstruo.
Dos años después, pisaría la que iba a ser su primera opción, el escenario del Festival del Huaso de Olmué, durante su acto humorístico se vivió un inconveniente en El Patagual, ya que mientras se presentaba parte de la iluminación se prendió fuego. A pesar de esto la Chiqui aseguró estar más tranquila durante esta rutina, la cual fue premiada con un galardón y el peak de sintonía más alto hasta ese momento.

## Premios y reconocimientos
- Gaviota de plata, Festival de Viña 2017 - 2025
- Gaviota de Oro, Festival de Viña 2017 - 2025
- Galardón, Festival del Huaso de Olmué 2019

## Programas de televisión
| Año       | Programa               | Rol               | Canal        |
| --------- | ---------------------- | ----------------- | ------------ |
| 2013-2014 | El club de la comedia  | Integrante elenco | Chilevisión  |
| 2015-2016 | Campo minado           | Coanimadora       | Vía X        |
| 2016      | Minas al poder         | Comediante        | Chilevisión  |
| 2018-2020 | Muy buenos días        | Panelista         | TVN          |
| 2019      | Échale la culpa a Viña | Panelista         | TVN-Canal 13 |
| 2020      | Dale Play              | Panelista         | Mega         |
| 2022      | Juego Textual          | Panelista         | Canal 13     |

## Filmografía

### Series y unitarios
| Año  | Serie     | Capítulo        | Personaje | Canal |
| ---- | --------- | --------------- | --------- | ----- |
| 2004 | Mea Culpa | "El Testimonio" | Aracely   | TVN   |
| 2007 | Mea Culpa | "El Policía"    | Jacky     | TVN   |
| 2008 | Mea Culpa | "El Guardia"    | Florencia | TVN   |

### Cine

#### Como actriz
| Año  | Película           | Personaje |
| ---- | ------------------ | --------- |
| 2014 | Fuerzas Especiales | Silver    |

#### Otros roles
| Año  | Película     | Rol           |
| ---- | ------------ | ------------- |
| 2014 | Maldito Amor | Vestuarista   |
| 2017 | Niñas Araña  | Coguionista   |
| 2017 | Niñas Araña  | Coach actoral |

## Teatro
| Año  | Obra                                    | Rol               |
| ---- | --------------------------------------- | ----------------- |
| 2008 | Niñas Araña                             | Directora teatral |
| 2012 | Tragedia Pop                            | Directora teatral |
| 2012 | El Hombre del Cartel                    | Directora teatral |
| 2013 | La Mujer que estafó al Viejito Pascuero | Directora teatral |

## Radio
| Año       | Programa radial          | Rol                  | Emisora       |
| --------- | ------------------------ | -------------------- | ------------- |
| 2019      | El chacotero sentimental | Locutora (reemplazo) | Radio Corazón |
| 2020-2022 | Circo Hit de la Corazón  | Locutora             | Radio Corazón |

## Libros
| Nombre               | Publicación | Autor                         | ISBN              |
| -------------------- | ----------- | ----------------------------- | ----------------- |
| Manual de Primerizas | 2021        | Daniela Aguayo, Alison Mandel | 978-956-404-713-3 |